# Aeropuerto de Figari-Sud Corse
El Aeropuerto de Figari-Sud Corse o Aeropuerto de Figari Córcega-Sur (en francés: Aéroport Figari-Sud Corse) (IATA: FSC, ICAO: LFKF) es un aeropuerto ubicado a 3 km al noroeste de Figari, una comuna del departamento francés de Córcega del Sur, en la isla de Córcega y a 25 km de Porto-Vecchio. 
Es el tercer aeropuerto más grande de Córcega y se inauguró en 1975. En 2004 transportó a 254.000 pasajeros, 117.000 entre el aeropuerto y París, 63000 a Marsella, 34000 a Niza y 37.000 en vuelos chárter.

## Aerolíneas y destinos
| Aerolíneas                    | Destinos                                                                                                   |
| ----------------------------- | --- |
| Air Corsica                   | Marsella, Niza, París–Orly Estacional: Charleroi, Lyon, Toulon, Toulouse                                   |
| Air France                    | Estacional: París–Orly, Estrasburgo                                                                        |
| Air France Hop                | Estacional: Burdeos, Caen, Clermont-Ferrand, Metz/Nancy, Nantes, París-Charles de Gaulle, Rennes, Toulouse |
| Air Mountain                  | Estacional: Sion                                                                                           |
| British Airways               | Estacional: Londres–Heathrow                                                                               |
| easyJet                       | Estacional: Basilea/Mulhouse, Burdeos, Ginebra, Londres–Gatwick, Lyon, Nantes, Toulouse                    |
| Edelweiss Air                 | Estacional: Zürich                                                                                         |
| L'Odyssey                     | Chárter estacional: Ginebra                                                                                |
| Luxair                        | Estacional: Luxemburgo                                                                                     |
| Ryanair                       | Estacional: Beauvais, Charleroi, Roma–Fiumicino                                                            |
| Swiss International Air Lines | Estacional: Zúrich                                                                                         |
| Transavia                     | Estacional: Brest, Montpellier, Nantes                                                                     |
| Volotea                       | Estacional: Burdeos, Brest, Caen, Lille, Lyon, Nantes, París-Charles de Gaulle, Estrasburgo, Toulouse      |

## Estadísticas
Ver fuente y consulta Wikidata.
- 2012 : 459 049
- 2011 : 444 021
- 2010 : 437 309
- 2009 : 401 622
- 2008 : 370 926
- 2007 : 341 008
- 2006 : 302 374
- 2005 : 266 231
- 2004 : 254 442
- 2003 : 298 114
- 2002 : 296 056
- 2001 : 250 096
- 1995 : 224 552
- 1992 : 217 635